# Loyalty (album)
Loyalty este al cincilea album semnat Fat Joe, lansat în noiembrie 2002.

## Ordinea pieselor
| #  | Title                    | Producător(i)           | Cântăreț(i)                             |
| -- | ------------------------ | ----------------------- | --------------------------------------- |
| 1  | „Take A Look At My Life” | Buckwild                | Fat Joe                                 |
| 2  | „Bust At You”            | Alchemist               | Baby Fat Joe Scarface Tony Sunshine     |
| 3  | „Prove Something”        | Cool & Dre              | Fat Joe                                 |
| 4  | „TS Piece”               | Cool & Dre              | Fat Joe Remy Martin Tony Sunshine       |
| 5  | „It's Nothing”           | Ty Fyffe                | Fat Joe Tony Sunshine                   |
| 6  | „Turn Me On”             | Chink Santana Irv Gotti | Fat Joe Ronda Blackwell                 |
| 7  | „Born In The Ghetto”     | Cool & Dre              | Fat Joe Lamajic                         |
| 8  | „Crush Tonight”          | Precision               | Fat Joe Ginuwine                        |
| 9  | „Gangsta”                | Armageddon              | Fat Joe                                 |
| 10 | „All I Need”             | Cool & Dre              | Armageddon Fat Joe Tony Sunshine        |
| 11 | „Life Goes On”           | Cool & Dre              | Fat Joe                                 |
| 12 | „Loyalty”                | Cool & Dre              | Armageddon Fat Joe Prospect Remy Martin |
| 13 | „We Run This Shit”       | Ron Browz               | Fat Joe                                 |
| 14 | „Shit Is Real Pt. III”   | Teflon                  | Fat Joe                                 |

## Poziționarea în topuri
Album - Billboard (SUA)
| An   | Top                    | Poziție |
| ---- | ---------------------- | ------- |
| 2002 | The Billboard 200      | 31      |
| 2002 | Top R&B/Hip-Hop Albums | 11      |

Single-uri - Billboard (SUA)
| An   | Single          | Top                              | Poziție |
| ---- | --------------- | -------------------------------- | ------- |
| 2002 | „All I Need”    | Hot R&B/Hip-Hop Singles & Tracks | 35      |
| 2002 | „Crush Tonight” | Hot R&B/Hip-Hop Singles & Tracks | 29      |
| 2002 | „Crush Tonight” | Hot Rap Tracks                   | 17      |
| 2002 | „Crush Tonight” | Rhythmic Top 40                  | 23      |
| 2002 | „Crush Tonight” | The Billboard Hot 100            | 77      |
| 2003 | „All I Need”    | Hot Rap Tracks                   | 21      |
| 2003 | „All I Need”    | The Billboard Hot 100            | 86      |